# هیستری زنانه
هیستری زنانه زمانی یک تشخیص پزشکی رایج برای زنان بود. این وضعیت به عنوان طیف گسترده‌ای از علائم مختلف از جمله اضطراب، تنگی نفس، غش، عصبانیت، تمایل جنسی اغراق‌آمیز و ناگهانی، بی‌خوابی، احتباس مایعات، سنگینی در ناحیه شکم، تحریک‌پذیری، از دست دادن اشتها برای غذا یا رابطه جنسی، رفتار جنسی ناگهانی و «تمایل به ایجاد مشکل برای دیگران» توصیف می‌شد.امروزه این وضعیت دیگر به عنوان یک اختلال پزشکی توسط مقامات پزشکی شناخته نمی‌شود. تشخیص و درمان آن برای صدها سال در غرب اروپا رایج بود.
در موارد شدید، ممکن است زن مجبور به ورود به آسایشگاه روانی یا انجام جراحی هیسترکتومی شده باشد.
در پزشکی غربی، هیستری به عنوان یک وضعیت رایج و مزمن در میان زنان در نظر گرفته می‌شد. اگرچه در آن زمان به عنوان یک بیماری دسته‌بندی می‌گشت، اما تحلیل‌های مدرن نشان می‌دهد که علائم هیستری می‌تواند با نوسانات طبیعی تمایلات جنسی زنانه توضیح داده شود.

## تاریخ اولیه

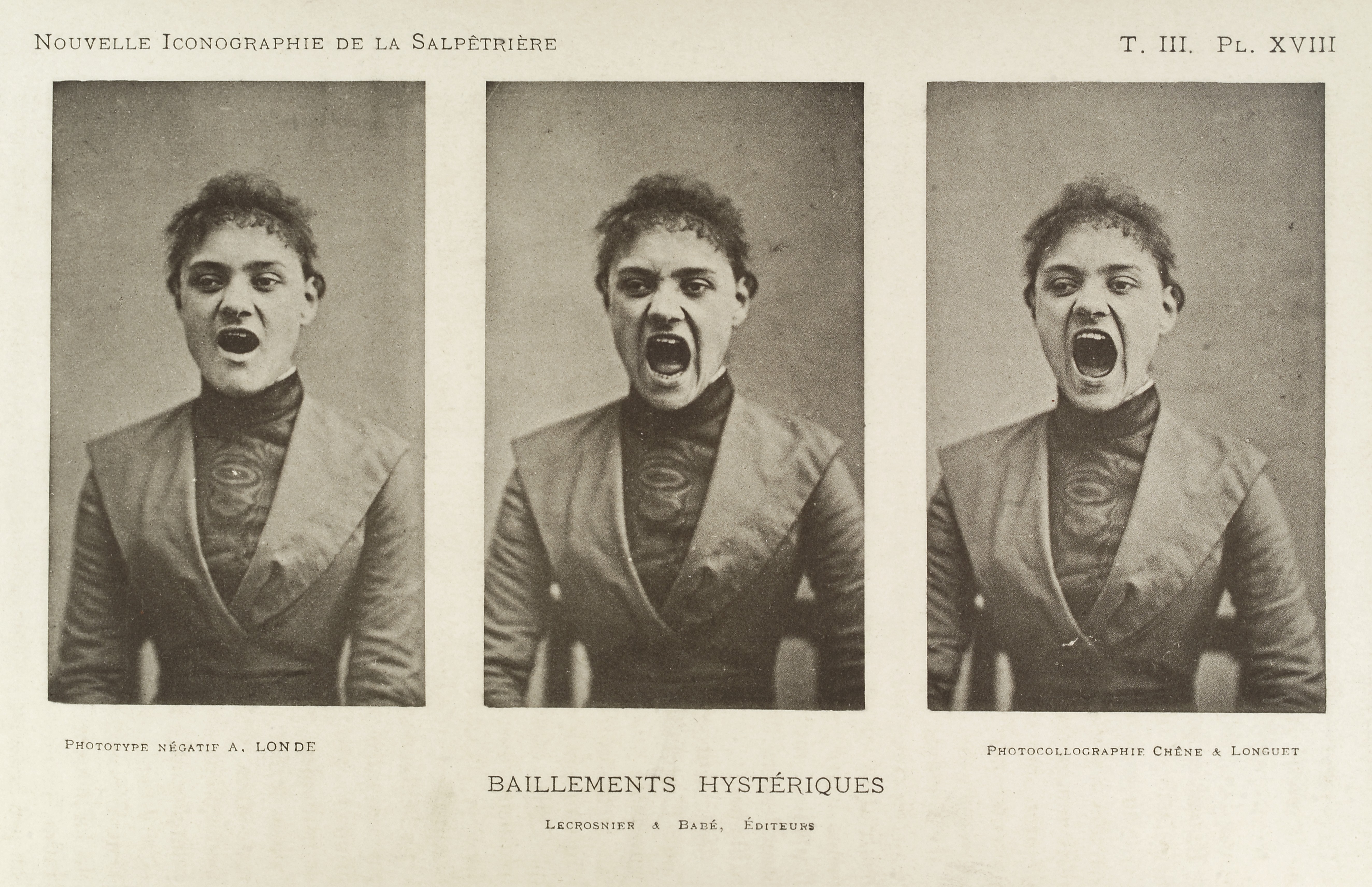
زن هیستریک خمیازه (نهاد)

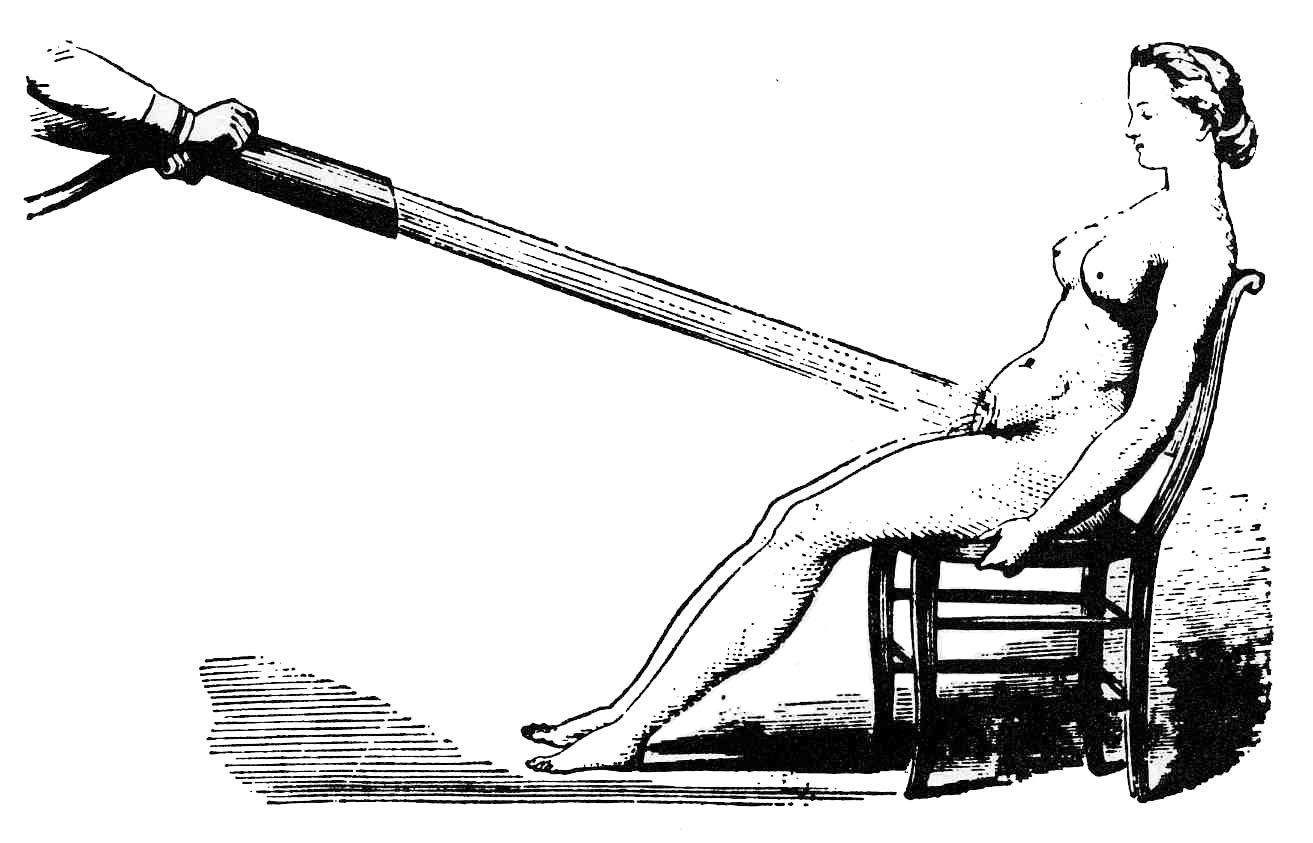
ماساژ آب به عنوان درمان هیستری (c. 1860)

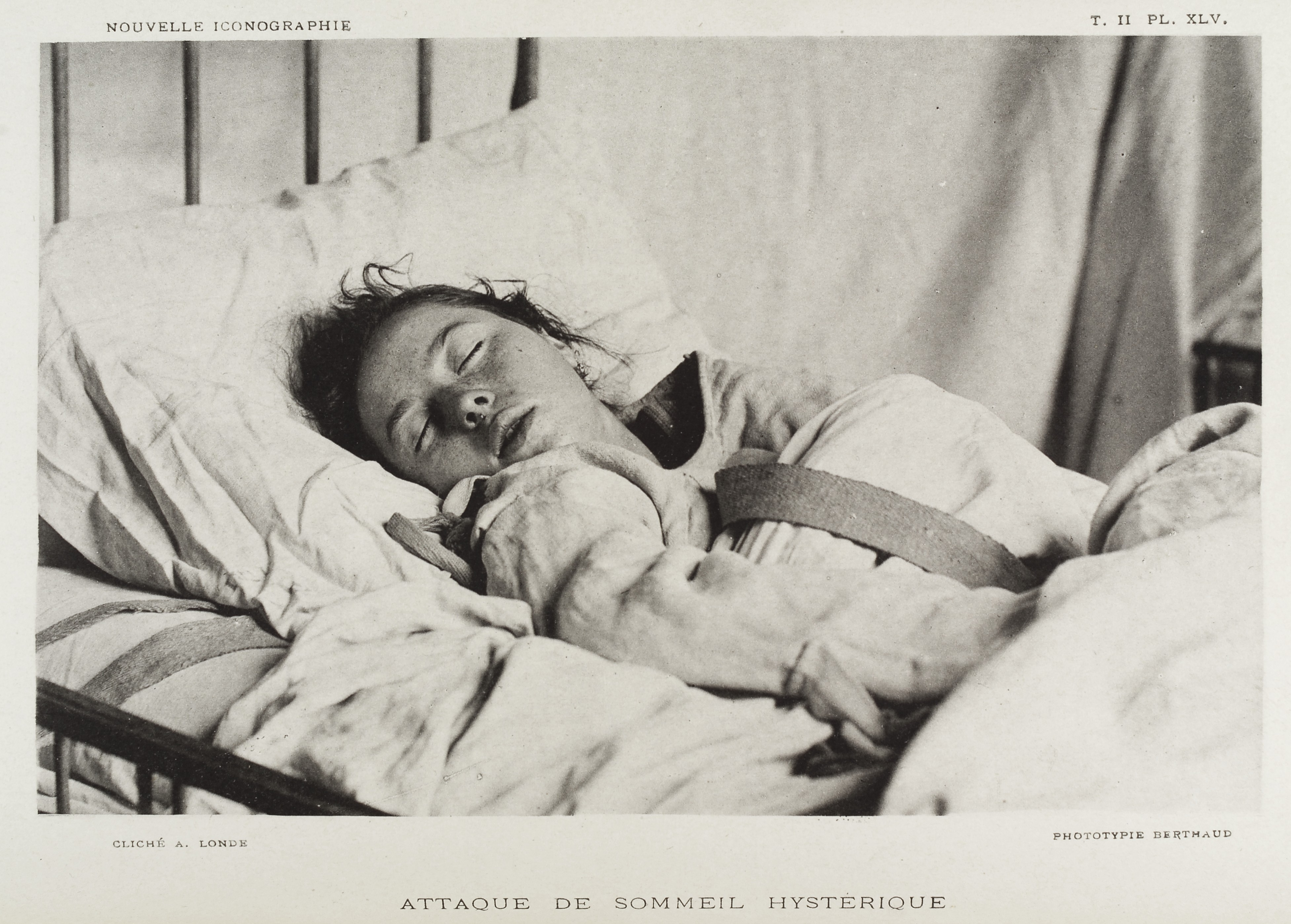
بیمار زن مبتلا به هیستری خواب

تاریخچه تشخیص هیستری به زمان‌های باستان برمی‌گردد. این تاریخچه به حدود ۱۹۰۰ سال قبل از میلاد در مصر باستان مربوط می‌شود، جایی که اولین توصیف‌های هیستری در بدن زنان در پاپیروس کاهون ثبت شده است.در این فرهنگ، تصور می‌شد که رحم قادر است بر بخش‌های زیادی از بدن تأثیر بگذارد، اما «هیچ دلیلی برای دیدگاه خیالی وجود ندارد که مصریان باستان معتقد بودند که انواع شکایات بدنی به دلیل رحم متحرک و سرگردان است».در این زمان، مشکل پزشکی افتادگی رحم نیز شناخته شده بود.
در یونان باستان، رحم سرگردان در رساله‌های زنان در مجموعه هیپوکراتیک، "بیماری‌های زنان"، توصیف شده است که به قرن‌های ۵ و ۴ قبل از میلاد برمی‌گردد. در دیالوگ تیمائوس افلاطون، رحم زن به موجود زنده‌ای تشبیه شده که در سراسر بدن زن سرگردان است و "مسیرها را مسدود می‌کند، تنفس را مختل می‌سازد و باعث بیماری می‌شود". آراتائوس کاپادوکیه نیز رحم را به عنوان "یک حیوان درون یک حیوان" توصیف کرده است (با احساسی کمتر، "یک موجود زنده درون یک موجود زنده") که با سرگردانی در بدن زن، فشار به سایر ارگان‌ها وارد می‌کند و علائم را ایجاد می‌نماید.
درمان استاندارد برای این «خفگی هیستریک» استفاده از رایحه درمانی بود، که در آن بوهای خوش زیر ناحیه تناسلی زن و بوهای بد در نزدیکی بینی قرار می‌گرفت. تصور می‌شد که بخور دادن بدن با رایحه‌های خاص می‌تواند رحم را به مکان طبیعی‌اش در بدن زن بازگرداند. بوهای ناخوشایند که به بینی اعمال می‌شدند، می‌توانستند رحم را به سمت پایین هدایت کنند و عطرهای خوشایند در ناحیه تناسلی می‌توانستند آن را جذب کنند. همچنین، می‌توانستند با ایجاد عطسه، رحم را به مکان صحیحش بازگردانند.
مفهوم «رحم سرگردان» پاتولوژیک بعداً به عنوان منبع اصطلاح هیستری در نظر گرفته شد، که از واژه یونانی مرتبط با رحم، ὑστέρα (هیسترا) نشأت می‌گیرد، هرچند که واژه هیستریا در پزشکی یونان باستان وجود ندارد: «این اسم در این دوره استفاده نمی‌شود».
تیماوس همچنین استدلال کرد که رحم زمانی که با یک مرد پیوند نمی‌خورد یا فرزندی به دنیا نمی‌آورد، «غمگین و بدبخت» است؛ بنابراین، شرکت در رابطه جنسی به عنوان یک درمان پذیرفته شده بود.
در متون هیپوکراتیک، طیف وسیعی از زنان مستعد ابتلا بودند – به ویژه زنان بی‌فرزند – اما گالن در قرن دوم، زنان بی‌فرزند را حذف کرد و گروه آسیب‌پذیرترین را «بیوه‌ها، و به ویژه کسانی که قبلاً قاعدگی منظم داشتند، باردار شده بودند و مشتاق به برقراری رابطه جنسی بودند، اما اکنون از همه این‌ها محروم بودند» دانست (در مورد قسمت‌های آسیب‌دیده، ۶٫۵). او همچنین انکار کرد که رحم می‌تواند «مانند یک حیوان سرگردان از یک مکان به مکان دیگر حرکت کند». درمان‌های او شامل درمان با عطر و رابطه جنسی بود، اما همچنین شامل مالیدن پمادها به نواحی خارجی دستگاه تناسلی بود؛ این کار باید توسط ماماها انجام می‌شد، نه پزشکان.
در حالی که بیشتر نویسندگان طب بقراط، احتباس خون قاعدگی در رحم را به عنوان یک مشکل کلیدی می‌دیدند، برای گالن، احتباس «بذر زنانه» حتی جدی‌تر بود. این اعتقاد وجود داشت این بذر که نازک‌تر از بذر مردانه است و می‌تواند در رحم نگه‌داشته شود. هیستری به عنوان «بیماری بیوه‌ها» شناخته می‌شد، زیرا این تصور رایج بود که مایع جنسی زنانه اگر از طریق اوج‌گیری یا رابطه جنسی منظم آزاد نشود، به سم تبدیل می‌شود. اگر بیمار متأهل بود، این امر می‌توانست از طریق رابطه جنسی با همسرش انجام شود.

## قرون وسطی، رنسانس و اوایل دوره مدرن
در طول قرون وسطی، علت دیگری برای علائم شدید وجود داشت: تسخیر شیطانی. تصور می‌شد که نیروهای شیطانی به کسانی که مستعد افسردگی بودند، به ویژه زنان مجرد و سالمندان، جذب می‌شوند. بیمارانی که تشخیص در آنها ممکن نبود یا غیرقابل درمان بودند، تصور می‌شد که توسط شیطان تسخیر شده‌اند، اغلب علائمی را نشان می‌دادند که در دنیای مدرن به عنوان بیماری روانی شناخته می‌شود. پس از قرن ۱۷، ارتباط بین تسخیر شیطانی و هیستری به تدریج کنار گذاشته شد و به جای آن به عنوان انحراف رفتاری، و یک مشکل پزشکی توصیف شد.
در قرن‌های ۱۶ و ۱۷، هنوز اعتقاد بر این بود که هیستری ناشی از احتباس مایعات یا خلط‌ها در رحم، محرومیت جنسی، یا تمایل رحم به سرگردانی در بدن زن و ایجاد تحریک‌پذیری و خفگی است. ازدواج و روابط جنسی منظم با شوهر هنوز به عنوان بهترین روش درمانی بلندمدت برای زنانی که دچار هیستری بودند، توصیه می‌شد تا رحم را از هرگونه مایع اضافی پاکسازی کند. خود درمانی مانند خودارضایی توصیه نمی‌شد و تابو محسوب می‌گشت همچنین تصور می‌شد که مایع منی خواص درمانی دارد و پزشکان تمام روش‌های پیشگیری از بارداری را برای زنان مضر می‌دانستند. جیوانی ماتئو فراری دا گرادی ازدواج و فرزندآوری را به عنوان درمانی برای این بیماری ذکر کرد که اگر از آن‌ها لذت برده شود، هیستری می‌تواند درمان شود. اگر زنی مجرد یا بیوه بود، تحریک دستی توسط ماما با استفاده از روغن‌ها و عطرهای خاص برای پاکسازی رحم از هرگونه احتباس مایع توصیه می‌شد. عدم ازدواج نیز به عنوان یکی از علل اصلی افسردگی در زنان مجرد، مانند راهبه‌ها یا بیوه‌ها، در نظر گرفته می‌شد. مطالعات دربارهٔ علل و اثرات هیستری در قرن‌های ۱۶ و ۱۷ توسط متخصصان پزشکی مانند آمبروز پاره، توماس سیدنهام و ابراهام زاکوتو ادامه یافت که یافته‌های خود را منتشر کردند و دانش پزشکی دربارهٔ این بیماری را گسترش دادند و درمان‌های مرتبط را اطلاع‌رسانی کردند. پزشک آبراهام زاکوتو در سال ۱۶۳۷ در پراکسیس مدیکا ادمیراندا می‌نویسد:
به دلیل نگهداری مایع جنسی، قلب و نواحی اطراف آن در یک ترشح بیمارگونه و مرطوب غرق می‌شوند: این به ویژه در مورد زنان شهوتی‌تر صدق می‌کند که به لذت‌جویی تمایل دارند، زنانی پرشور که بسیار مشتاق به تجربه لذت‌های جسمی هستند؛ اگر او از این نوع باشد، هیچ کمکی نمی‌تواند او را تسکین دهد مگر اینکه والدینش را به یافتن شوهر برای او توصیه کنند. پس از این کار، رابطه جنسی قوی و پرتوان مرد می‌تواند جنون او را کاهش دهد.— ریچل پی مینز، "فناوری ارگاسم: "هیستری"، ارتعاش دهنده و رضایت جنسی زنان، ص. 29
بحث‌های مداومی دربارهٔ اینکه آیا از نظر اخلاقی قابل قبول است که یک پزشک با دستکاری جنسی بیمار زن، مایع اضافی او را خارج کند، وجود داشت؛ پیتر وان فورست (فورستوس) و جیوانی ماتئو دا گرادو (گرادوس) بر استفاده از ماماها به عنوان واسطه تأکید کردند و این درمان را به عنوان آخرین راه حل در نظر گرفتند.

## قرن ۱۸ام
در قرن هجدهم، هیستری به تدریج با مکانیزم‌های مغز نسبت به رحم مرتبط شد. همچنین در این زمان مشخص شد که هم مردان و هم زنان می‌توانند به هیستری مبتلا شوند. پزشک فرانسوی، فیلیپ پینل، بیماران هیستری را که در ساناتوریم سالپتریر پاریس نگهداری می‌شدند، آزاد کرد و بر این اساس که مهربانی و حساسیت برای ارائه مراقبت مناسب ضروری است، تأکید کرد.
پزشک فرانسوی دیگری به نام فرانسوا دو ساواژ د لا کروس معتقد بود که برخی از علائم رایج هیستری در زنان شامل «گریه و خنده، خمیازه کشیدن، آنژین خفه‌کننده (درد قفسه سینه) یا تنگی نفس، دیسفاژی (مشکل در بلع)، هذیان، نبض نزدیک و قوی، شکم متورم، اندام‌های سرد و ادرار فراوان و شفاف» است.
آنتون مسمر، پزشک آلمانی، نظریه «مغناطیس حیوانی» را مطرح کرد که بعدها به عنوان مزمرزم شناخته شد. مزمر «مغناطیس حیوانی» را به عنوان انرژی می‌دید که از طریق سیستم عصبی جریان دارد. او سعی می‌کرد آن «انرژی» را برای تسکین بیمارانش از هیستری دستکاری کند. یکی از روش‌هایی که او استفاده می‌کرد، این بود که بیمارانش به میله‌های فلزی که به‌طور الکتریکی شارژ شده بودند، دست بزنند. یافته‌های مزمر دربارهٔ «مغناطیس حیوانی» بعدها رد شد.

## قرن ۱۹ام

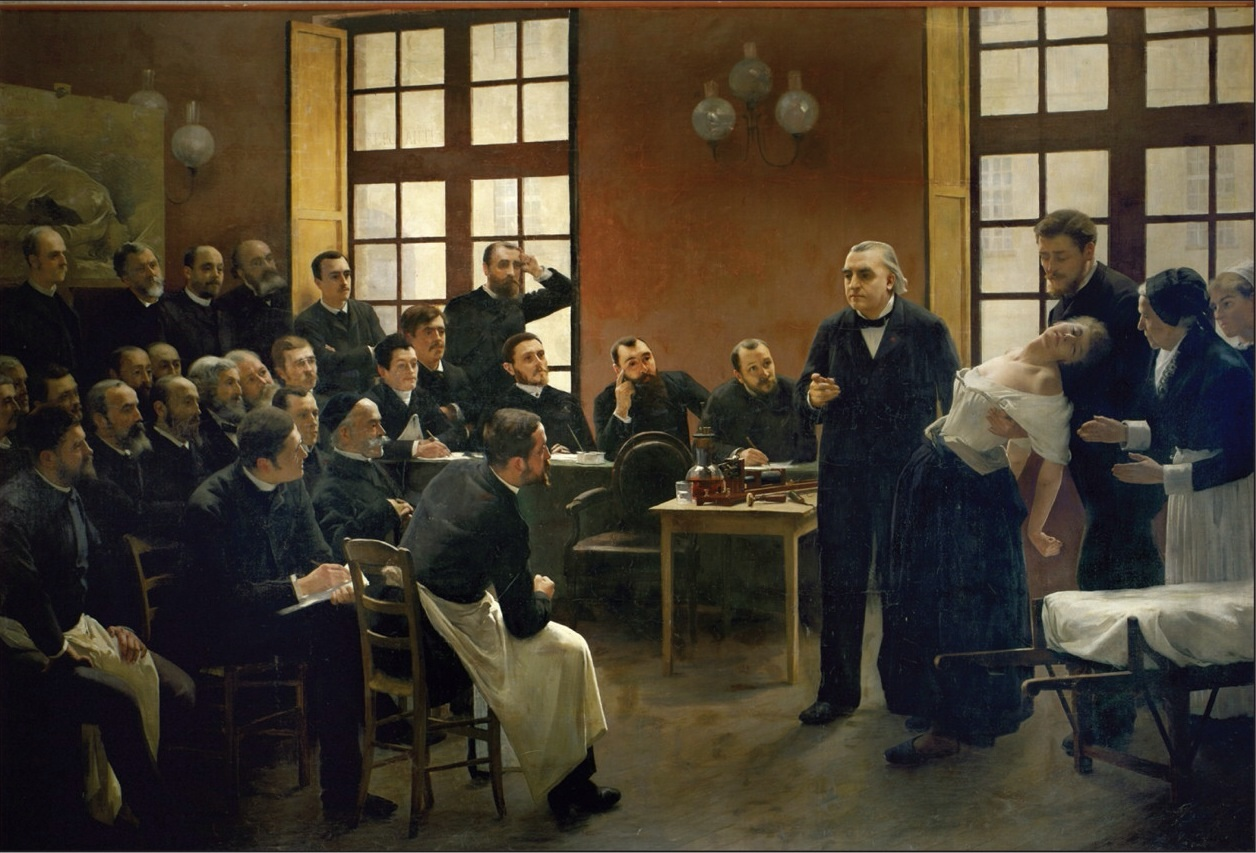
یک درس بالینی در Salpêtrière (1887)، که ژان مارتین شارکو را در حال نمایش بیمار هیستری ماری ویتمن را نشان می‌دهد.

ژان-مارتن شارکو استدلال کرد که هیستری ناشی از یک اختلال عصبی است و تأکید کرد که این بیماری در مردان بیشتر از زنان شایع است. نظریه‌های شارکو دربارهٔ هیستری به عنوان یک وضعیت فیزیکی ذهن و نه بدن، منجر به رویکردی علمی و تحلیلی‌تر به هیستری در قرن نوزدهم شد. او باورهایی را که هیستری به هر چیزی مربوط به ماوراء الطبیعه است، رد کرد و سعی کرد آن را به‌طور پزشکی تعریف کند. استفاده شارکو از عکاسی و نتیجه‌گیری‌های حاصل از آن بر بیان سلامت و ناراحتی زنان، همچنان بر تجربیات زنان در جستجوی مراقبت‌های بهداشتی تأثیر گذاشت. اگرچه ایده‌های قدیمی در این دوره ادامه داشت، به مرور زمان هیستری زنان کمتر به عنوان یک بیماری جسمی و بیشتر به عنوان یک مشکل روانی در نظر گرفته شد.
جورج بیرد، یک پزشک که فهرستی ناقص شامل ۷۵ صفحه از علائم ممکن هیستری را ثبت کرده بود، ادعا کرد که تقریباً هر بیماری می‌تواند در این تشخیص قرار بگیرد. پزشکان معتقد بودند که استرس مرتبط با زندگی معمولی زنان در آن زمان باعث می‌شود که زنان متمدن هم بیشتر مستعد اختلالات عصبی باشند و هم دچار مشکلات در دستگاه تناسلی شوند. یکی از پزشکان آمریکایی از این که کشورش در شیوع هیستری به اروپا «نزدیک‌تر» می‌شود، ابراز خوشحالی کرد.
در سال ۱۸۷۵، ادوارد هموند کلارک کتابی به نام «جنسیت در آموزش» نوشت که نظراتش را دربارهٔ آموزش مردان و زنان مطرح می‌کرد. کلارک معتقد بود که اگر زنان آموزش ببینند، انرژی در بدن آن‌ها به جای اینکه به اندام‌های تناسلی برود، به مغز منتقل می‌شود و این موضوع زایمان را مختل می‌کند. او به لباس، غذا، ورزش و آموزش به عنوان علل «لکوره، آمنوره، دیسمنوره، ائوفوریت مزمن و حاد، پرولاپسیس رحم، هیستری و نورالژی» اشاره کرد. کلارک بر این باور بود که مردان به‌طور کامل توسعه یافته به دنیا می‌آیند، در حالی که زنان این‌گونه نیستند و تحمیل آموزش مردان به زنان مشکلات آن‌ها را بدتر می‌کند. نظرات او توسط بسیاری از سازمان‌های زنان محکوم شد.
طبق نظر پیر رُوسل و ژان-ژاک روسو، زنانگی یک تمایل طبیعی و اساسی برای زنان بود: «زنانگی برای هر دو نویسنده یک طبیعت اساسی است که عملکردهای مشخصی دارد و بیماری با عدم تحقق تمایل طبیعی توضیح داده می‌شود.» در دوران انقلاب صنعتی و توسعه عمده شهرها و سبک‌های زندگی مدرن، اختلال در این اشتهای طبیعی باعث خستگی یا اندوه می‌شد که به هیستری منجر می‌گردید. در آن زمان، بیماران زن برای درمان هیستری به پزشکان مراجعه می‌کردند و از ماساژ استفاده می‌کردند. میزان هیستری در دوره صنعتی به قدری بالا بود که زنان معمولاً نمک‌های معطر را با خود حمل می‌کردند تا در صورت غش کردن، استفاده کنند، که یادآور نظریه بقراط دربارهٔ استفاده از بوها برای بازگرداندن رحم به جای خود بود. برای پزشکان، درمان با ماساژ به تدریج کار پر زحمت و زمان‌بر می‌شد و آن‌ها به دنبال راهی برای افزایش بهره‌وری بودند.
ریچل مینز فرضیه‌ای را مطرح کرد که پزشکان از دوران کلاسیک تا اوایل قرن بیستم معمولاً هیستری را با تحریک دستی اندام‌های تناسلی بیماران زن تا حد ارگاسم درمان می‌کردند، که به آن «پاراکسیم هیستریک» گفته می‌شد و این ناراحتی ممکن است انگیزه‌ای برای توسعه اولیه و بازار ویبراتور بوده باشد. سایر درمان‌های هیستری شامل بارداری، ازدواج، رابطه جنسی دگرجنس‌گرایی و استفاده از روغن‌های معطر بر روی اندام‌های تناسلی زنان بود. نظریه مینز مبنی بر اینکه هیستری با تحریک دستی اندام‌های تناسلی بیماران زن تا ارگاسم درمان می‌شد، در نوشته‌های مربوط به آناتومی و جنسیت زنان به‌طور گسترده‌ای تکرار شده است. با این حال، برخی تاریخ‌نگاران ادعاهای مینز را در مورد شیوع این درمان برای هیستری و ارتباط آن با اختراع ویبراتور مورد تردید قرار داده و آن‌ها را تحریف یا تعمیم بیش از حد شواهد توصیف کرده‌اند.در سال ۲۰۱۸، هالی لیبرمن و اریک شاتزبرگ از مؤسسه فناوری جورجیا ادعاهای مینز در مورد استفاده از ویبراتورهای الکترومکانیکی برای درمان هیستری در قرن نوزدهم را به چالش کشیدند.مینز بیان کرد که نظریه‌اش دربارهٔ شیوع خودارضایی برای هیستری و ارتباط آن با اختراع ویبراتور یک فرضیه بوده و یک واقعیت اثبات شده نیست.
فردریک هولیک به شدت معتقد بود که یکی از علل اصلی هیستری، بی‌بندوباری موجود در زنان است.

## قرن ۲۰ام
در دهه ۱۹۱۰، روان‌پزشک ال.ای. امرسون به شدت درگیر درمان بیماران هیستری در بیمارستان روان‌پزشکی بوستون بود. امرسون مطالعات موردی دربارهٔ بیمارانش منتشر کرد که اغلب «جوان، مجرد، بومی و سفیدپوست» بودند یا مورد تجاوز قرار گرفته یا از روابط جنسی سالم بی‌بهره بودند.یکی از آثار مشهورتر او، مطالعه موردی از زنی به نام «دوشیزه الف» بود. در این مطالعه، امرسون تجربه بیمار را با خشونت جنسی خلاصه کرد و گفت که بیشتر زنان مبتلا به هیستری با چنین تجربیاتی مواجه شده‌اند.خانم الف به خودآزاری روی می‌آورد که امرسون آن را به عنوان راهی برای رهایی از تجاوز جنسی قبلی‌اش و جایگزینی برای خودارضایی استنباط کرد. مطالعه موردی دیگر فردی به نام سالی هولیس بود، زنی که اغلب تجربه‌اش از تجاوز جنسی را در قالب شکست‌های خود و پرخاشگری زنانه می‌دید. امرسون با اعتقاد به اینکه ریشه‌های هیستری در تعارض جنسی نهفته است، به موضوع عدم آگاهی جنسی در میان این زنان اشاره کرد و آن‌ها را به عنوان افرادی سرکوب‌شده توصیف کرد. ناآگاهی جنسی آن‌ها شامل عدم دانش دربارهٔ قاعدگی، باروری و فرایند زایمان بود.
برخی از زنان به‌طور عمدی به دنبال تشخیص «هیستریک» بودند زیرا معتقد بودند که این تشخیص می‌تواند پاسخی برای آنچه که تجربه می‌کردند، فراهم کند. بیشتر بیمارانی که امرسون مشاهده کرد، مجرد بودند زیرا یا جوان بودند یا به‌طور عمدی از مردان دوری کرده بودند. نویسنده الیزابت لنبک نوشت که این زنان معمولاً به سه دسته تقسیم می‌شدند: یا به‌طور کامل از حوزه دگرجنس‌گرایی دوری می‌کردند با وجود اینکه می‌خواستند شرکت کنند؛ یا تجربه‌ای از چیزی که به‌طور جنسی ناخواسته بود داشتند و نسبت به آنچه که اتفاق افتاده احساس گناه می‌کردند، مانند سالی هولیس؛ یا اینکه از تروماهای جنسی گذشته خود رنج می‌بردند. با افزایش تشخیص هیستری در میان زنان، پلیس هر گزارشی از تعرض یا تجاوز جنسی را با شک و تردید بررسی می‌کرد، با این باور رایج در آن زمان که «تجاوز جنسی بدون رضایت فیزیکی غیرممکن است».

## فروید و زوال تشخیص

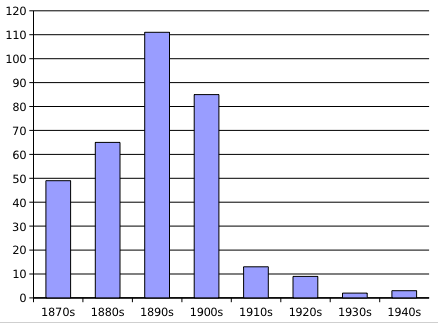
تعداد پایان‌نامه‌های روان‌پزشکی فرانسوی در مورد هیستری

در اوایل قرن بیستم، تعداد زنانی که به هیستری زنانه تشخیص داده می‌شدند به شدت کاهش یافت. برخی از نویسندگان پزشکی ادعا می‌کنند که این کاهش به دلیل درک بهتر از روان‌شناسی پشت اختلالات تبدیلی مانند هیستری بود. در آن زمان، درک از حوزه روان‌پزشکی، با معرفی نظریه روان‌کاوی توسط زیگموند فروید و دیگر ایده‌های او دربارهٔ زنان و جنسیتشان، به تدریج پیچیده‌تر می‌شد.
با وجود علائم متعدد، هیستری به‌طور تاریخی به عنوان یک تشخیص کلی در نظر گرفته می‌شد که هر بیماری غیرقابل شناسایی می‌توانست به آن نسبت داده شود. با بهبود تکنیک‌های تشخیصی، تعداد موارد مبهمی که ممکن بود به هیستری نسبت داده شوند، کاهش یافت. به عنوان مثال، قبل از معرفی الکتروانسفالوگرافی، صرع اغلب با هیستری اشتباه گرفته می‌شد.
زیگموند فروید ادعا کرد که هیستری به هیچ وجه فیزیکی نیست بلکه یک وضعیت عاطفی داخلی است که ناشی از تروما بوده و می‌تواند بر هر دو جنس تأثیر بگذارد و مانع از لذت بردن از رابطه جنسی به شیوه‌ای طبیعی شود. این موضوع بعدها به توسعه مفهوم «عقده ادیپ» توسط فروید منجر شد که زنانه بودن را به عنوان یک شکست یا کمبود مردانگی تلقی می‌کند.اگرچه برخی از مطالعات قبلی فرض کرده بودند که مردان نیز به مستعد ابتلا به هیستری هستند، با گذشت زمان، این وضعیت عمدتاً به مسائل زنانه مرتبط شد، زیرا مطالعه مداوم هیستری فقط در زنان انجام می‌شد.
بسیاری از مواردی که قبلاً به عنوان هیستری طبقه‌بندی شده بودند، توسط فروید به عنوان روان‌نژندی اضطرابی دوباره طبقه‌بندی شدند. نظریه فروید این بود که هیستری ممکن است به ذهن ناخودآگاه مربوط باشد و از ذهن آگاه یا خود جدا باشد. او معتقد بود که تعارضات عمیق در ذهن، که برخی از آنها مربوط به تمایلات غریزی برای جنسیت و پرخاشگری است، رفتار افرادی که به هیستری مبتلا بودند را تحت تأثیر قرار می‌دهد. بیماری هیستری به عنوان «بیان ناتوانی در برآورده کردن تمایل جنسی به دلیل یادآوری تعارض ادیپی» توصیف می‌شد.این فرضیه نیروی محرکه‌ای است که پشت نظریه روان‌کاوی، به عنوان راهی برای کمک به بیمارانی است که به هیستری تشخیص داده شده‌اند تا تعارضات داخلی که باعث رنج جسمی و عاطفی می‌شود را کاهش دهند.
امروزه، هیستری زنانه دیگر به عنوان یک بیماری شناخته نمی‌شود، اما تظاهرات مختلف هیستری در شرایط دیگری مانند اسکیزوفرنی، اختلال شخصیت مرزی، اختلال تبدیلی و حملات اضطرابی شناسایی می‌شود.

## رابطه با حقوق زنان و فمینیسم
در دهه ۱۹۸۰، فمینیست‌ها شروع به بازپس‌گیری واژه «هیستری» نمودند و از آن به عنوان نمادی از سرکوب سیستماتیک زنان استفاده کردند و این واژه را برای خود بازپس گرفتند. ایده هیستری به نمادی از سرکوب‌هایی که علیه زنان وجود دارد تبدیل شد، به‌ویژه در میان فمینیست‌های مثبت جنسی که معتقد بودند سرکوب جنسی که به عنوان هیستری در نظر گرفته می‌شود، شکلی از سرکوب است. این ایده از این باور ناشی می‌شود که هیستری نوعی شورش پیش‌فمینیستی علیه نقش‌های اجتماعی سرکوبگرانه‌ای است که بر زنان تحمیل شده است. نویسندگان فمینیست مانند کاترین کلمان و هلن سیکسو در کتاب «زن تازه متولد شده» از موضعی مخالف با نظریه‌های مطرح شده در آثار روان‌کاوی نوشتند. کلمان، سیکسو و دیگر نویسندگان فمینیست به این ایده که زنانگی‌های اجتماعی ساخته شده و هیستری برای زن بودن طبیعی است، اعتراض کردند.تاریخ‌نگاران اجتماعی فمینیست از هر دو جنس استدلال می‌کنند که هیستری ناشی از نقش‌های اجتماعی سرکوبگر زنان است و از بدن یا روان آن‌ها نیست.

## بازنمایی در کارهای خلاق

### شارلوت پرکینز گیلمن
«کاغذ دیواری زرد» داستان کوتاهی از شارلوت پرکینز گیلمن است که بدرفتاری با هیستری را نشان می‌دهد و سیستم‌های عمیقاً زن ستیزانه که در آن زمان وجود داشتند را روشن می‌کند. این اثر در سال ۱۸۹۲ منتشر شد و نمونه‌ای اولیه از رسانه‌ای است که در آن مراقبت‌های پزشکی از منظر فمینیستی مورد بررسی قرار می‌گیرد. در این داستان، شخصیت زن اصلی به دستور شوهرش که پزشک است، در یک اتاق در طبقه بالا محبوس می‌شود که به طرز پارادوکسی وضعیت او را بدتر می‌کند. در طول مدت طولانی حبس، شخصیت اصلی شیفته کاغذدیوار زرد می‌شود و باور می‌کند که می‌تواند زنی را درون آن ببیند در حالی که وضعیت روانی‌اش رو به وخامت می‌گذارد.

### ایمن
فیلم ایمن (فیلم) که در سال ۱۹۹۵ منتشر شد، به بررسی اثرات مضر جنسیت‌گرایی در مراقبت‌های بهداشتی بر سلامت روانی و جسمی زنان و دختران می‌پردازد. این فیلم ارتباطات بین بیماری‌های روانی، تشخیص نادرست بیماری‌های روانی در زمانی که شرایط جسمی تشخیص آن‌ها دشوار است، فمینیسم و نابرابری‌های بهداشتی ناشی از جنسیت‌گرایی عمیق در صنعت پزشکی را بررسی می‌کند.